# او۲ بریتانیا
او۲ بریتانیا (انگلیسی: O2) شرکت مخابرات بریتانیایی است، که در سال ۱۹۸۳ تأسیس شد.